# گرته پایا
گرته پایا (انگلیسی: Grete Paia؛ زادهٔ ۲۷ اوت ۱۹۹۵) خواننده و ترانه‌سرا زن اهل استونی است. وی از سال ۲۰۱۱ میلادی تاکنون مشغول فعالیت بوده‌است.